# Comuna Bolojîniv, Busk
Bolojîniv (în ucraineană Боложинів) este o comună în raionul Busk, regiunea Liov, Ucraina, formată din satele Bolojîniv (reședința), Ciucimanî, Pidstavkî, Verbleanî și Zabolotne.

## Demografie
Componența lingvistică a comunei Bolojîniv
     Ucraineană (99,93%)
     Alte limbi (0,07%)
Conform recensământului din 2001, majoritatea populației comunei Bolojîniv era vorbitoare de ucraineană (99,93%), existând în minoritate și vorbitori de alte limbi.